# Lonchodiodes atrovirens
Lonchodiodes atrovirens är en insektsart som beskrevs av Frank H.Hennemann och Oskar V.Conle 2007. Lonchodiodes atrovirens ingår i släktet Lonchodiodes och familjen Phasmatidae. Inga underarter finns listade i Catalogue of Life.